# Тунёв, Николай Александрович
Николай Александрович Тунёв (19 октября 1847, Добрянка — 1925, Билимбай, Уральская область) — горный инженер, управляющий Билимбаевского завода в 1892—1905 годах.

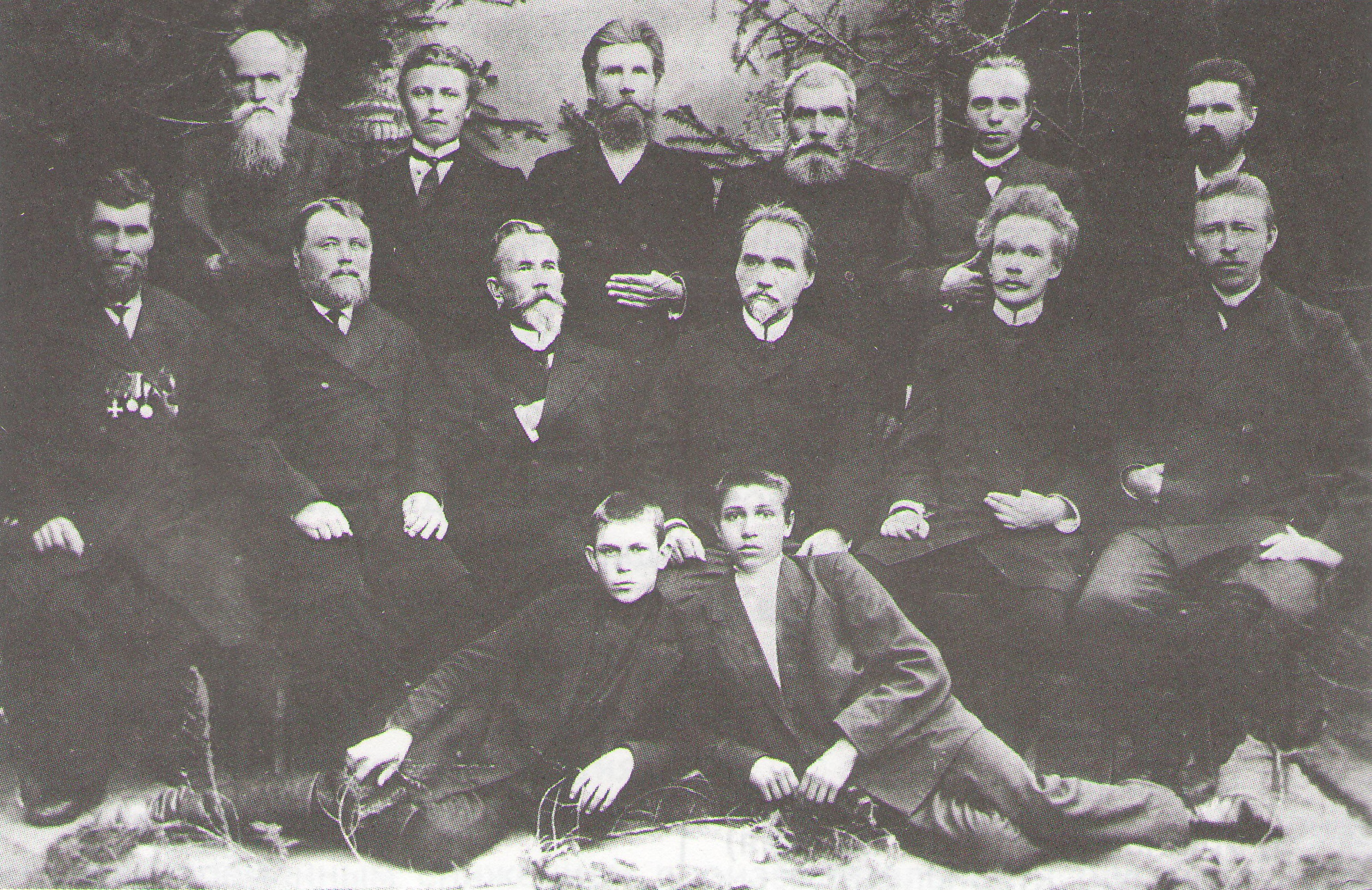
Н. А. Тунёв (четвёртый слева во втором ряду) среди служащих Билимбаевского завода, 1890-е годы

## Биография
Родился 19 октября 1847 года (крещён 23 октября 1847 года) в посёлке Добрянского завода в семье вольно-отпущенного приказчика Александра Ивановича Тунева и Анны Павловны Туневой.
Учился в Императорском Московском техническом училище (ИМТУ) в 1871—1879 годах, где был удостоен звания «инженер-технолог». Учился вместе с братьями Михаилом Александровичем Тунёвым, который закончил ИМТУ в 1868 году как «учёный мастер» и был определён заведующим кричным и пудлингово-сварочным производством на Очёрский завод графини Строгановой, и Павлом Александровичем Тунёвым, который учился ИМТУ в 1868—1871 годах и был удостоен звания «механик-строитель». Николай Александрович после учёбы был отправлен на Билимбаевский завод графини Строгановой, где затем стал управляющим завода.
8 ноября 1892 года Николай Александрович женился на Глафире Михайловне Береновой (1870—?), которая организовала первый любительский театр в посёлке Билимбай на 150 мест в трёхэтажном заводском здании. Сама играла на сцене и привлекала к участию в самодеятельности других.
В июне 1899 года принимал участие в уральской экспедиции Д. И. Менделеева, предоставил материал для книги «Уральская железная промышленность в 1899 году». В этой же книге Дмитрий Иванович Менделеев называл его «просвещеннейшим, вдумчивым, и опытным» управляющим Билимбаевского округа.
В 1905 году вышел на пенсию, покинув пост управляющего завода. В октябре 1919 года его ещё посещал основатель губернского архива (ГАСО) Н. Г. Стрижев с целью собрания информации об истории посёлка Билимбай.
В 1925 году скончался и был похоронен на старом билимбаевском кладбище.
Память
В Билимбае сохранён дом управляющего Н. А. Тунёва.